# Вархањовце
Вархањовце (слч. Varhaňovce) је насељено мјесто са административним статусом сеоске општине (слч. obec) у округу Прешов, у Прешовском крају, Словачка Република.

## Становништво
| Година:    | 1994. | 2004.    | 2014.    | 2024.    |
| ---------- | ----- | -------- | -------- | -------- |
| Број људи: | 897   | 1107     | 1426     | 1604     |
| Разлика:   |       | +23,41 % | +28,81 % | +12,48 % |

| Година:    | 2023. | 2024.   |
| ---------- | ----- | ------- |
| Број људи: | 1569  | 1604    |
| Разлика:   |       | +2,23 % |

Према подацима о броју становника из 2024. године насеље је имало 1604 становника.